# Jeanne de Beaumont
Jeanne de Beaumont (1323 - décembre 1350) est une aristocrate française, comtesse de Soissons de 1344 à 1350.

## Biographie
Elle est la fille de Jean de Beaumont, seigneur de Beaumont et de Marguerite de Soissons. Elle succède à sa mère à la tête du comté de Soissons en 1344.
Jeanne épouse entre 1336 et 1340 Louis Ier de Blois-Châtillon. Ils ont trois fils qui se succéderont à la tête de leurs immenses domaines :
- Louis II de Blois-Châtillon (?-1372) ;
- Jean II de Blois-Châtillon (?-1381), qui épouse Mathilde de Gueldre en 1372 ;
- Guy II de Blois-Châtillon (?-1397), qui épouse en 1374 Marie de Namur, fille de Guillaume Ier de Namur et de Catherine de Savoie.

Louis meurt en 1346 à la bataille de Crécy et Jeanne, qui administre ses domaines durant la minorité de ses fils, se remarie avant le 13 février 1348 avec Guillaume Ier de Namur. Ils ont une fille morte en bas âge.
Elle meurt en 1350 des suites de la peste noire.